# Cap Esterel (roman)
Cap Esterel är en roman av den tyska författaren Tanja Langer. Den gavs ursprungligen ut på tyska 1999, och översattes av Nina Katarina Karlsson till svenska 2010, där den publicerades av Bokförlaget Thorén & Lindskog. 
Romanen handlar om arkitekten Michel som återvänder till den Franska rivieran, där gamla minnen väcks till liv. Man följer flera parallellhistorier genom ett poetiskt och korthugget språk med många korta kapitel och skiftande berättarperspektiv.

## Handling
Läsaren följer tre parallella berättelser: arkitekten Michels, hans älskare Elisabeth samt Michels mamma Helen, under en semester på den franska rivieran utan sin man Lukas som ansluter först senare. Helen och Lukas drunknar i havet medan Michel och hans bror står på stranden och tittar på, ett minne som Michel har gjort sitt bästa för att förtränga.
Som vuxen återvänder han till området efter att precis har avslutat sitt första projekt, för en semester. Han åker till samma pensionat som de tog in på med familjen, och han besöker samma glasskiosk. Många minnen väcks till liv, och allt det som är förträngt kommer nu upp till ytan. Den enda Michel kan prata om det hela med är sin älskare Elisabeth, som han inte har pratat med på två år. I början av novellen framstår de tre parallellberättelserna som helt lösryckta, men mot slutet av romanen har kopplingen mellan dem successivt vuxit fram. Michel erhåller ett lugn han inte haft på länge efter att ha väckt liv i minnena igen, och kan till slut gå och lägga sig.